# Wiwilí
Wiwilí är en ort som ligger vid Río Coco floden i norra Nicaragua. Den del som ligger på flodens norra strand är centralort i kommunen Wiwilí de Nueva Segovia medan den del som ligger söder om floden är centralort för kommunen Wiwilí de Jinotega. Wiwilí ligger 313 meter över havet och antalet invånare är 3 467 norr om floden och 4 313 söder om floden (2005).

## Transporter
Från södra delen av Wiwilí finns en väg till Jinotega. Från den norra delen finns vägförbindelse med Ocotal och Telpaneca. Före 2022 fanns det finns ingen bro mellan de två delarna, så kommunikationerna skedde mestadels per båt, men under torrtiden kunde man ibland passera floden med fyrhjulsdrift. En 313 meter lång bro över floden invigdes dock 2022, så nu är det lätt att ta sig mellan de två kommunerna, Wiwilí de Nueva Segovia och Wiwilí de Jinotega.